# Shijiazhuang

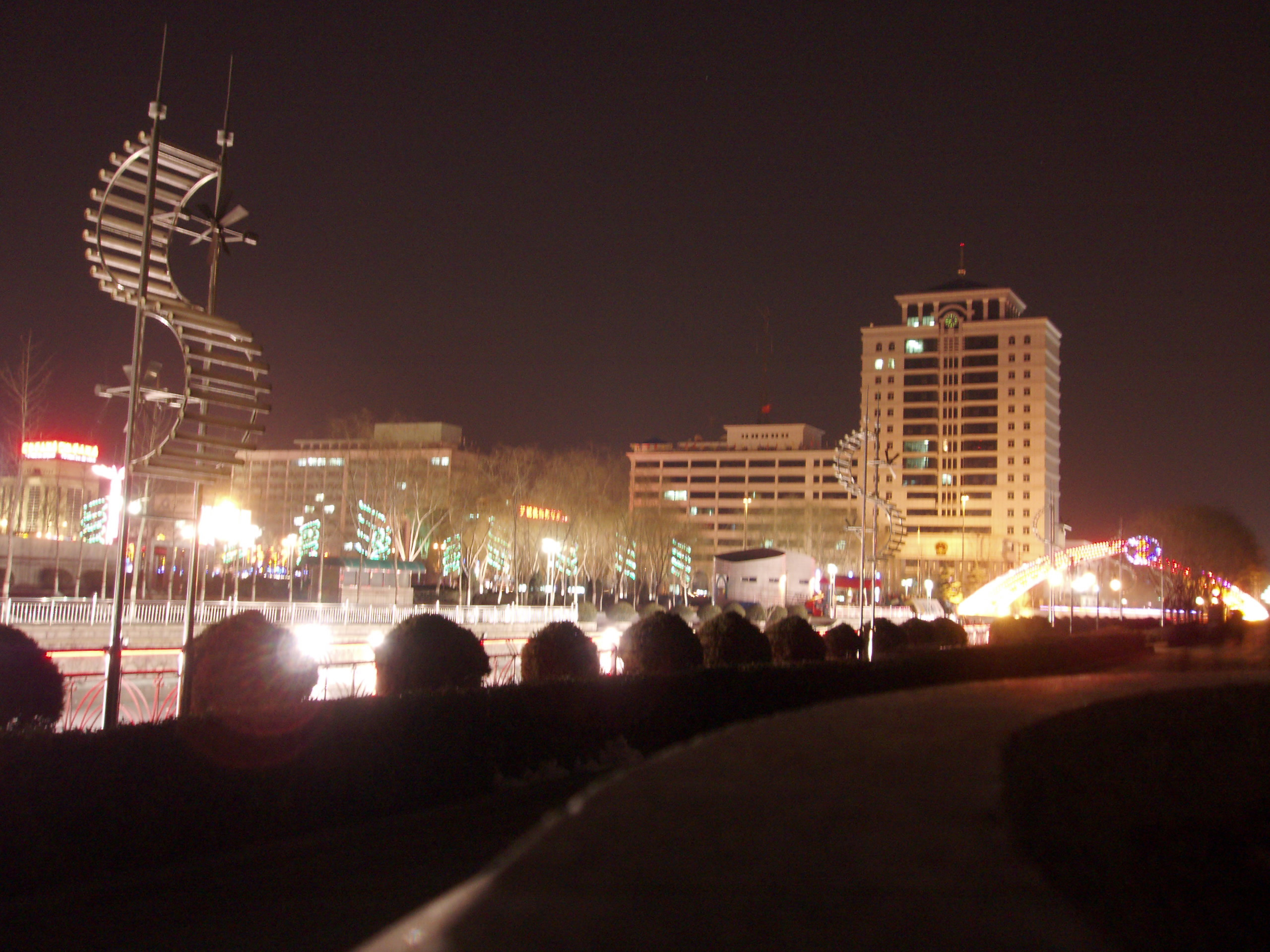
Shijiazhuang nocą

Shijiazhuang (chiń. upr. 石家庄; chiń. trad. 石家莊; pinyin Shíjiāzhuāng) – miasto o statusie prefektury miejskiej we wschodnich Chinach, ośrodek administracyjny prowincji Hebei. W 2010 roku liczba mieszkańców miasta wynosiła 2 415 478. Prefektura miejska w 1999 roku liczyła 8 753 957 mieszkańców. Ośrodek przemysłu farmaceutycznego (North China Pharmaceutical Group Corporation), włókienniczego i spożywczego; ważny węzeł komunikacyjny.

## Historia
Do początku XX wieku Shijiazhuang było niewielką wioską w powiecie Luquan. Jego rozwój w jedno z głównych chińskich miast rozpoczął się w 1906 r., kiedy to otwarto linię kolejową z Pekinu do Wuhan przebiegającą przez ten obszar. Rok później miasto stało się węzłem dla nowej linii kolejowej, biegnącej na zachód od Zhengding (obecnie administracyjnie pod Shijiazhuang) do Taiyuan w środkowej prowincji Shanxi. Połączenie to natychmiast przekształciło miasto w węzeł komunikacyjny o znaczeniu krajowym na głównej trasie z Pekinu i Tiencin do Shanxi, a później, gdy linia kolejowa z Taiyuan została przedłużona na południowy zachód, również do prowincji Shaanxi. Przed II wojną światową rozwinęły się niektóre gałęzie przemysłu, takie jak produkcja zapałek, przetwórstwo tytoniu i produkcja szkła. Po 1949 r. industrializacja miasta nabrała tempa. Jego populacja wzrosła ponadtrzykrotnie w latach 1948–1958. W latach 50. miasto doświadczyło znacznego rozwoju przemysłu tekstylnego, rozwinęły się przędzalnie bawełny, tkalnie, drukarnie i farbiarnie. Ponadto powstały zakłady przetwarzające lokalne produkty rolne. W latach 60. XX wieku rozwinął tu nowy przemysł chemiczny, z zakładami produkującymi nawozy i sodę kaustyczną. Shijiazhuang stało się również bazą inżynieryjną, a produkcja maszyn (w tym maszyn rolniczych i sprzętu górniczego) znacznie wzrosła. W mieście rozwinęły się również zakłady produkujące farmaceutyki, produkty elektroniczne, przetworzoną żywność i materiały budowlane.

## Komunikacja
- Stacja kolejowa Shijiazhuang.

## Podział administracyjny
Prefektura miejska Shijiazhuang podzielona jest na:
- 8 dzielnic: Chang’an, Qiaoxi, Xinhua, Yuhua, Luancheng, Gaocheng, Jingxingkuang, Luquan
- 3 miasta: Xinji, Jinzhou, Xinle,
- 11 powiatów: Jingxing, Zhengding, Xingtang, Lingshou, Gaoyi, Shenze, Zanhuang, Wuji, Pingshan, Yuanshi, Zhao.

## Osoby związane z Shijiazhuang
- Zhang Zilin, Miss World 2007.

## Miasta partnerskie
- Bielsko-Biała
- Ch'ŏnan
- City of Bankstown
- Corby
- Des Moines
- Falkenberg
- Gmina Edison
- Nagykanizsa
- Parma
- Saskatoon
- Soria